# Private Investigations
„Private Investigations“ je skladba britské rockové skupiny Dire Straits, která vyšla na jejich albu Love Over Gold. Následně se také objevila na kompilačních albech Money for Nothing, Sultans of Swing: The Very Best of Dire Straits, a The Best of Dire Straits & Mark Knopfler: Private Investigations.
V britském žebříčku UK Singles Chart se singl dostal v roce 1982 na 2. místo, v nizozemském Dutch Single Top 100 obsadil dokonce 1. příčku.
Skladba se rozkouskovaná objevila ve filmu Klid a pohoda.